# Motta de' Conti
Motta de' Conti là một đô thị ở tỉnh Vercelli trong vùng Piedmont thuộc Ý, có cự ly khoảng 70 km về phía đông của Torino và khoảng 15 km về phía đông nam của Vercelli. Tại thời điểm ngày 31 tháng 12 năm 2004, đô thị này có dân số 851 người và diện tích là 11,8 km².
Đô thị Motta de' Conti có các frazioni (đơn vị cấp dưới, chủ yếu là các làng) Mantie.
Motta de' Conti giáp các đô thị: Candia Lomellina, Caresana, Casale Monferrato, Langosco, và Villanova Monferrato.